# Andipaxos
Andipaxos (griechisch Αντίπαξος (f. sg.), bis 1912 Αντίπαξοι Andipaxi (m. pl.)) ist eine griechische Insel, die zur Gruppe der Ionischen Inseln gehört. 
Administrativ zählt Andipaxos seit dem Anschluss der Ionischen Inseln an Griechenland 1866 zu Gaios, dem Hauptort der etwa 2,5 Kilometer nördlich gelegenen größeren Nachbarinsel Paxos, mit der sie die Gemeinde Paxi bildet.
Andipaxos ist etwa vier Kilometer lang, maximal zwei Kilometer breit und etwa 4,6 Quadratkilometer groß. Die weniger als 150 Sommerbewohner leben in Vigla, dem Hauptort der Insel im Zentrum. Im Winter lebt dagegen weniger als die Hälfte der Einwohner auf der Insel.
Im Sommer ziehen die Kies- und Sandstrände im Nordosten der Insel einige Tagestouristen an. Die Boote starten zumeist am Dorfplatz von Gaios auf Paxos und fahren zu den beiden bekanntesten Stränden der Insel, Voutoumi und Vrika. Von Korfu werden Tagesausflüge zu den Buchten der beiden Strände auf Andipaxos sowie den blauen Grotten und Gaios oder Lakka auf Paxos angeboten. Zwischen den genannten Stränden liegt ein touristisch weniger erschlossener dritter Strand, Mesovrika. An der Südspitze der Insel gibt es einen Leuchtturm.
Gästezimmer auf der Insel sind rar und befinden sich im Inselinneren.